# Theodor Tufvesson
Pehr Theodor Tufvesson, född 20 maj 1884 i Borrby socken, Kristianstads län, död 25 december 1947 i Tomelilla, var en skånsk diktare. Han är känd för att ha myntat begreppet Österlen.

## Biografi
Han var son till kyrkvärden Måns Tufvesson och Else Pehrsdotter. 
Tufvesson tog studentexamen 1905 och blev 1911 filosofie kandidat vid Lunds universitet med konsthistoria som huvudämne. Han arbetade som amanuens vid Kulturen i Lund 1918-1922 och därefter som lärare vid folkhögskolan i Tomelilla 1922-1945.
Under studietiden umgicks han i kretsen kring de skånska diktarna Vilhelm Ekelund och den jämnårige Anders Österling. De kom att bli litterära förebilder för honom. Bekantskapen med A.U. Bååth och Ola Hansson ansåg han vara av avgörande betydelse. Det var Bååth som gav honom modet att utge sin första diktsamling. Även danska diktare som Viggo Stuckenberg, Ludvig Holstein och Jeppe Aakjaer lyfte han fram som inspirationskällor. 
De första diktsamlingarna innehåller tolkningar av Max Dauthendey. Tufvessons mest kända dikt "Mitt hjärta bor i en gammal gård" har tonsatts av Östen Warnerbring på albumet Skåne.

### Varia
- Bäckahästen i svensk folktro. Malmö: Maiander. Numr. uppl. 1917. Libris 1659981
- Ur sekretärer och kistelädikor : anteckningar från skilda tider. Malmö. 1918. Libris 1164773
- Olof Lundberg 1808-1877. Lund: Utg. 1922. Libris 1483377
- I kärra och karet genom gångna tider : anteckningar. Malmö: Framtiden. 1923. Libris 1483375
- På byagader, kungsvägar och stadsgator : kulturskildringar. Malmö: Framtiden. 1926. Libris 1336527
- Det äldsta Borrby i tegnamnens belysning. Ystad. 1935. Libris 3139851
- Olof Lundbergsnämnden 1886-1936 : minnesteckningar. Lund: [Gleerup]. 1940. Libris 1380613
- Herremän, bönder och annat folk : kulturhistoriska vandringar. Lund: Gleerup. 1938. Libris 1380612

### Utgivare
- Skånes landsbygd : geografisk, topografisk och statistisk kalender. Malmö: Malmö tryckeri och pappersbolag i distribution. 1924. Libris 1179745 - Tillsammans med Emil Jönsson.
- Kring en småstad : studier och minnesbilder från gamla Simrishamn av skilda pennor. Lund: Gleerup. 1929. Libris 1333305 - Tillsammans med Gösta Ehrnberg.
- Sigurdh, Sigurd P (1933). Valda vers / i urval och med en levnadsteckning av Theodor Tufvesson. Malmö: Scania. Libris 1367620